# Idaea demarginata
Idaea demarginata là một loài bướm đêm trong họ Geometridae.